# Łączność wojskowa
Łączność wojskowa – zespół przedsięwzięć organizacyjno-technicznych oraz sił i środków łączności zapewniających wymianę informacji między dowódcami pododdziałów, dowódcami i sztabami związków i oddziałów, a także między rodzajami sił zbrojnych i rodzajami wojsk.

## Charakterystyka
Łączność wojskowa organizowana jest na poszczególnych szczeblach dowodzenia we wszystkich rodzajach sił zbrojnych i wojsk, co ma na celu zapewnienie dowodzenia, współdziałania, powiadamiania, ostrzegania oraz alarmowania. W związku z czym regulaminy wyróżniają rodzaje łączności:
- łączność dowodzenia – zapewniająca dowódcy dowodzenie,
- łączność powiadamiania, ostrzegania i alarmowania – zapewniająca powiadamianie (ostrzeganie, alarmowanie) dowództwa, sąsiednich jednostek, oddziałów analizy skażeń, o zaistniałych sytuacjach,
- łączność współdziałania – zapewniająca komunikację między sąsiednimi jednostkami będącymi pod różnym dowództwem.

Łączność organizowana jest warunkach garnizonowych i podczas ćwiczeń, w okresie pokoju, kryzysu i różnych działaniach bojowych w okresie wojny.
Zależnie od sposobu utrzymywania łączności dróg przesyłowych i urządzeń komunikacyjnych rozróżnia się łączność przewodową, łączność radioliniową, łączność radiową, łączność radiotelefoniczną, łączność sygnalizacyjną oraz łączność środkami ruchomymi.
Zależnie od rodzaju zastosowań technicznych środków łączności, zwłaszcza aparatury końcowej, stosuje się łączność telefoniczną, łączność telegraficzną, łączność satelitarną, łączność telewizyjną, teleskopową oraz łączność teledacyjną.
Odpowiedzialność za łączność z podwładnymi ponosi przełożony, jednak w wypadku jej utraty, zarówno przełożony, jak i podwładny mają obowiązek przedsięwziąć niezbędne działania w celu jej odtworzenia.

## System łączności wojskowej
System łączności to organizacyjno–techniczny zespół sił i środków łączności i informatyki, odpowiadający potrzebom dowodzenia i sterowania środkami rażenia, charakterowi prowadzonych działań i wykonywanym zadaniom wojsk.
System łączności sił zbrojnych składa się z dwóch zasadniczych komponentów:
- stacjonarnej sieci łączności sił zbrojnych RP

sieć telekomunikacyjna zbudowana na bazie sieci telekomunikacyjnej kraju, wzbogacona o wojskowe siły i środki łączności zorganizowane w węzły i linie łączności;
- polowej sieci łączności

zbudowana w oparciu o mobilne siły i środki łączności oraz informatyki a bezpośrednim jej organizatorem  jest szef (dowódca) łączności; Zasadniczym zadaniem polowego systemu łączności jest zapewnienie terminowej, wiernej i skrytej łączności dla potrzeb dowodzenia wojskami i sterowania środkami rażenia, współdziałania i powiadamiania, ostrzegania i alarmowania.
Podsystemy systemu łączności wojskowej
- podsystem kierowania – stanowią go organa kierowania łącznością rozmieszczone w punktach kierowania na stanowiskach dowodzenia posiadające łączność z wszystkimi elementami systemu i z otoczeniem[7];
- podsystem wymiany informacji – tworzą trzy odmienne, mobilne sieci łączności, wyróżniane ze względu na metody wymiany informacji oraz środki wykorzystywane do ich budowy:
  - sieci teleinformatyczne
  - sieci pocztowe
  - sieci sygnalizacyjne
- podsystem zasilania – integralna część systemu łączności zapewniający ciągłość pracy systemu[8]; w jego skład wchodzi:
  - ochrona
  - zabezpieczenie logistyczne
  - odwód łączności